# متحف أمين الريحاني
بعد غياب أمين الريحاني عام 1940، عكف شقيقه ألبرت على جمع تراثه من كتب ومخطوطات ورسائل وأوراق خاصة ومقتنيات، فقضى أربعة عشر عاماً في مهمة شاقة تمكن من خلالها جمع معظم التراث ليشكل بذلك نواة لمتحف متواضع في منزله بالفريكة في لبنان عام 1953.
تابع ألبرت الريحاني مهمته إلى أن وقف على كل أعمال شقيقه أمين ومتروكاته، عندما أفرد الطابق الأرضي من المنزل ليكون متحف أمين الريحاني. ثم في عام 1990 أفتتح المتحف الجديد أمام الزوار. يضم متحف أمين الريحاني عشرة أجنحة.

## الجناح الأول
يحمل هذا الجناح عنوان «البدايات» بين عام 1876 أي تاريخ ولادته وعام 1905 أي تاريخ هجرته الثانية للولايات المتحدة الأمريكية. وفيه صور للعائلة والمؤلفات الأولى من عربية وإنجليزية، ورسائل ووثائق تعود إلى عهد البدايات.

## الجناح الثاني
ويحمل هذا الجناح اسم «سنوات خالد» بين عام 1905 و1911. وفي هذه الفترة عاد أمين الريحاني إلى مسقط رأسه الفريكة. وكانت فترة غزيرة من حيث التأليف، إذ أنه كتب بعض أبرز مؤلفاته وفي طليعتها «كتاب خالد» الرواية الإنجليزية الفلسفية. إلى جانب كتابه «الريحانيات» الذي يعتبر بمثابة تعاليم خالد.
في هذا الجناح أيضاً صور ووثائق لنشاطات أمين الريحاني بين عام 1905 و1911. وللاحتفالات التكريمية التي أقيمت له إثر صدور «كتاب خالد».

## الجناح الثالث
ويحمل هذا الجناح عنوان «اختيار الغرب» بين عام 1911 و1921. وهذه السنوات العشر تشكل مرحلة الهجرة الثالثة للريحاني إلى الولايات المتحدة الأمريكية. ويلاحظ زائر هذا الجناح مجموعة من الرسوم الفنية لعدد من الأدباء والشعراء والفنانين الأمريكيين الذين شاركوا في عدد من النشاطات الأدبية والفنية مع أمين الريحاني مثل الشاعر وولت وتمن والرسام تروي كني والكاتب ماركس ايتسمن. ويوجد في هذا الجناح بعض خصوصيات أمين الريحاني مثل الآلة الكاتبة ونماذج من قصائده بالإنجليزية إلى جانب مؤلفاته التي صدرت في هذه المرحلة ومن أبرزها روايته «زنبقة الغور» ورواية «خارج الحريم».

## الجناح الرابع
يحمل هذا الجناح عنوان «الحلم العربي» بين عام 1922 و1928 أي بداية رحلته العربية وتاريخ الانتهاء من مؤلفاته العربية والإنجليزية حول هذه الرحلة ومن أبرزها ملوك العرب وتاريخ نجد بالعربية وابن سعود بالإنجليزية.
يضم الجناح مجموعة من الصور الفوتوغرافية لملوك ورؤساء البلدان العربية التي زارها أمين الريحاني والرسائل المتبادلة بينهم وبينه. ومن هؤلاء الملك فيصل ملك العراق، والملك عبد العزيز آل سعود، والإمام يحي بن حميد الدين ملك اليمن، وسلطان لحج عبد الكريم الفضل، والشيخ أحمد الجابر الصباح أمير الكويت. كما يضم هذا الجناح بعض المخطوطات وترجمة كتاب ملوك العرب إلى العربية وترجمة الريحانيات إلى الروسية. وكذلك مكتبه الذي استقدمه من نيويورك عام 1904.

## الجناح الخامس
يحمل هذا الجناح اسم «الآفاق الدولية بين عام 1928 و1940» أي تاريخ بداية جولاته في الولايات المتحدة الأمريكية محاضراً في جامعاتها، وتاريخ وفاته. ويضم مجموعة محاضراته ومحاضر زياراته لعدد من دول العالم مثل زيارته للمغرب واجتماعه مع الملك الخليفة الحسن، وزيارته لأسبانيا واجتماعه إلى حاكمها الجنرال فرانكو، ومجموعة مراسلاته مع بعض المستشرقين مثل المستشرق الروسي اينياس كراتشكوفسكي، إلى جانب التكريم الذي شهده من النادي الثقافي الأسباني في مدريد، والأندية اللبنانية والسورية في الولايات المتحدة الأمريكية وكندا.

## الجناح السادس والسابع
خصص الجناح السادس والسابع في المتحف لرسومه الستة والستين، وقد شغف أمين الريحاني بالرسم ولكنه لم يكرس له كل وقته فقد كان يرسم هاوياً وليس محترفاً. ومن رسومه «وجوه عربية»، «وجوه نسائية»، «شخوص شكسبيرية»، رسوم «كاريكاتورية» بالحبر الصيني ورسوم بالرصاص وقلم الفحم. ويحمل الجناحان اسم «وجوه ورسوم».

## الجناح التاسع
خصص هذا الجناح لزوجته «برثاكيس» (برثا) وهي فنانة أمريكية تزوجها أمين الريحاني عام 1916 ولم ينجب منها أولاداً. وفي هذا الجناح مجموعة من لوحات زيتية ورسوم كاريكاتورية بالرصاص تشكل جميعها نموذجاً متكاملاً لأعمال «برثا» التشكيلية التي درست الرسم مع كبار فناني عصرها مثل بيكاسو وماتيس وسيزان في باريس في العشرينيات. وفي هذا الجناح سرير الريحاني النحاسي إلى جانب صندوق من صناديق ثيابه على الصيغة التي كانت مألوفة في زمنه. ولم يحمل هذا الجناح اسماً.

## الجناح العاشر
وهو الجناح الأخير من المتحف ولم يحمل اسماً، ويحتوي على كتب عن الريحاني في حياته وفي مماته، واحتوى كذلك ما كتبته عنه الصحافة العربية والأجنبية من جهة ومن جهة أخرى احتوى المؤلفات والأطروحات التي وضعت عنه بلغات مختلفة، وهذه الكتابات تعد مجموعة وثائقية تشير خلاصتها إلى أن ثلاثاً وأربعين دولة كتبت عن أمين الريحاني في ست وعشرين لغة حتى مطلع الثمانينيات. وقد أشار إلى هذه المجموعة الوثائقية شقيقه ألبرت في كتابه «أين تجد أمين الريحاني».

## أهداف المتحف
يقول ألبرت الريحاني في كتابه إن وراء إنشاء المتحف هدفان. الأول أن يصبح المتحف تدريجيا ملتقى الأدباء والشعراء الباحثين والدارسين والمهتمين بتراث الريحاني على جوانبه ويشكل منبراً للندوات والمحاضرات الثقافية على أنواعها التي تتعلق بالريحاني. والثاني أن يتحول المتحف بتوزيعه التوثيقي مكاناً يسهل أمر الدراسات والبحوث للطلاب الجامعيين المهتمين بالدراسات الريحانية.

## وصلات خارجية
موقع منظمة أمين الريحاني / متحف أمين الريحاني بالفريكة
جريدة الرياض
جريدة الشرق الأوسط
جريدة الشرق الأوسط